# Eparchia di Tobol'sk

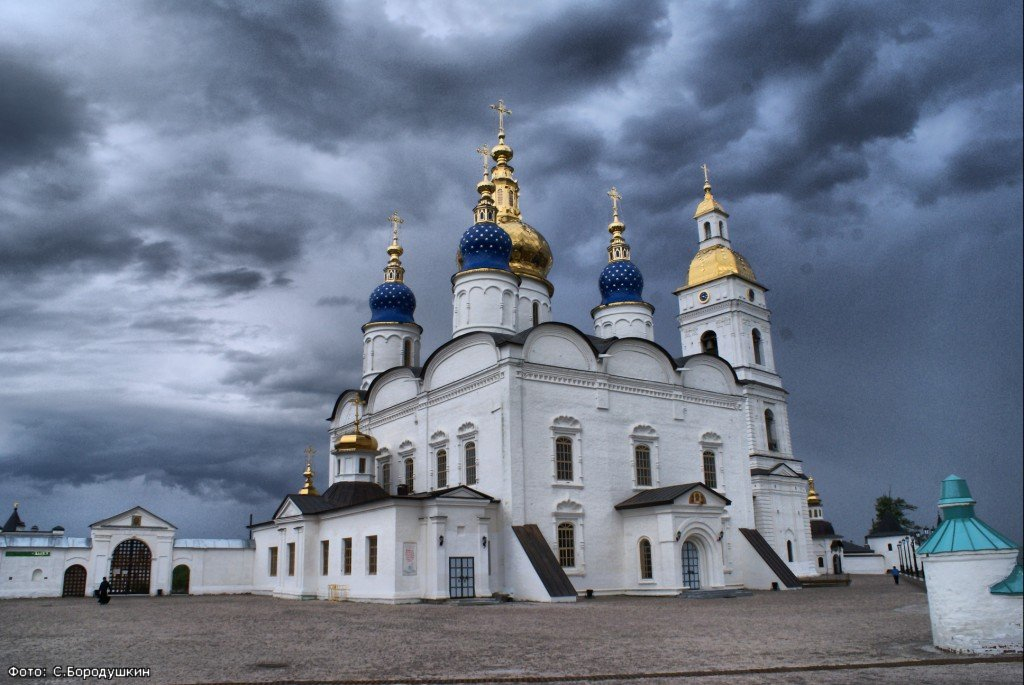
La cattedrale di Santa Sofia di Tobol'sk.

L'eparchia di Tobol'sk (in russo Тобольская епархия?) è una diocesi della Chiesa ortodossa russa, appartenente alla metropolia di Tobol'sk.

## Territorio
L'eparchia comprende le città di Tobol'sk, Zavodoukovsk e Tjumen' e i rajon Zavodoukovskij, Jalutorovskij, Vagajskij, Isetskij, Nižnetavdinskij, Tobol'skij, Tjumenskij, Uvatskij, Uporovskij, Jalutorovskij e Jarkovskij nel oblast' di Tjumen' nel Circondario federale degli Urali.
Sede eparchiale è la città di Tobol'sk, dove si trova la cattedrale di Santa Sofia.
L'eparca ha il titolo ufficiale di «metropolita di Tobol'sk e Tjumen'».

## Storia
L'eparchia fu eretta nel 1620 ricavandone il territorio dall'eparchia di Kazan', ed era la più grande eparchia della Chiesa ortodossa russa comprendendo tutto il territorio che dagli Urali arrivava fino all'estremo oriente. Nel 1727 cedette una porzione di territorio a vantaggio dell'erezione dell'eparchia di Irkutsk e nel 1834 per l'erezione dell'eparchia di Tomsk.
Tra il 1937 e il 1942 l'eparchia fu sottoposta a restrizioni e persecuzioni da parte del regime staliniano e di fatto fu soppressa ed unita all'eparchia di Omsk istituita nel 1947.
L'eparchia fu ripristinata nel gennaio 1990. Il 30 maggio 2011 il suo territorio fu ridotto per l'erezione delle eparchie di Chanty-Mansijsk e di Salechard.
Il 2 ottobre 2013 cedette un'ulteriore porzione di territorio per l'erezione dell'eparchia di Išim e contestualmente è entrata a far parte della metropolia omonima.